# Gottlieb Daimler
Gottlieb Daimler (Schorndorf, 17. ožujka 1834. – Cannstatt 6. ožujka 1900.) bio je ključna ličnost u proizvodnji plinskog motora te izumu i proizvodnji automobila.
Rođen u Schorndorfu, služio je vojsci i neko vrijeme studirao mehanički inženjering u inozemstvu dok se nije vratio i studirao tehniku u Stuttgartu. U malom naselju u Stuttgartu, Bad Cannstatt, Daimler je 1885. izradio prvi motocikl, a 1886. zajedno s Karlom Friedrichom Benzom i prvi automobil na četiri kotača.